# Ghiacciaio Rettenbach
Il ghiacciaio Rettenbach è un ghiacciaio situato all'interno del territorio comunale di Sölden, nella regione austriaca del Tirolo. 
Fa parte del comprensorio sciistico di Sölden, che è solitamente sede d'apertura della Coppa del mondo di sci alpino. Durante la stagione invernale il ghiacciaio è raggiungibile tramite impianti di risalita, mentre durante l'estate, con l'apertura della strada a pedaggio chiamata Ötztaler Gletscherstraße, la seconda strada asfaltata più alta d'Europa (2830 metri s.l.m.), è raggiungibile con mezzi propri dall'abitato di Sölden.